# Miasta w Sierra Leone

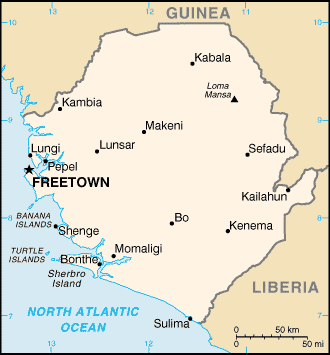

Według danych oficjalnych pochodzących z 2004 roku Sierra Leone posiadało ponad 30 miast o ludności przekraczającej 3,5 tys. mieszkańców. Stolica kraju Freetown jako jedyne miasto liczyło ponad pół miliona mieszkańców; 2 miasta z ludnością 100–500 tys.; 2 miasta z ludnością 50–100 tys.; 1 miasto z ludnością 25–50 tys. oraz reszta miast poniżej 25 tys. mieszkańców.

## Największe miasta w Sierra Leone
Największe miasta w Sierra Leone według liczebności mieszkańców (stan na 04.12.2004):
| Lp. | Miasto   | Prowincja       | Liczba ludności |
| --- | -------- | --------------- | --------------- |
| 1.  | Freetown | Obszar Zachodni | 772 873         |
| 2.  | Bo       | Południowa      | 149 957         |
| 3.  | Kenema   | Wschodnia       | 128 402         |
| 4.  | Koidu    | Wschodnia       | 82 899          |
| 5.  | Makeni   | Północna        | 80 840          |

## Alfabetyczna lista miast w Sierra Leone
- Benguema
- Binkolo
- Blama
- Bo
- Bonthe
- Bumpe
- Daru
- Falaba
- Freetown
- Gbendembu
- Gbinti
- Goderich
- Kabala
- Kailahun
- Kaima
- Kamakwie
- Kambia
- Kenema
- Koidu
- Koindu
- Lungi
- Lunsar
- Madina
- Magburaka
- Makeni
- Mange
- Mano
- Marampa
- Mattru Jong
- Mile 91
- Momaligi
- Moyamba
- Njala
- Pandebu-Tokpombu
- Pendembu
- Pepel
- Port Loko
- Pujehun
- Rokupr
- Segbwema
- Shenge
- Sulima
- Sumbaria
- Taiama
- Tongo
- Torgbonbu
- Tumbu
- Waterloo
- Worodu
- Yamandu
- Yana
- Yele
- Yengema
- Yonibana